# Charlotte Robespierre

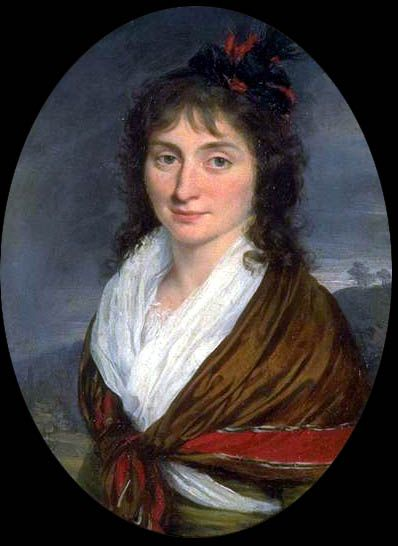
Charlotte Robespierre

Marie Marguerite Charlotte Robespierre (* 5. Februar 1760 in Arras; † 1. August 1834 in Paris) war die Schwester der französischen Revolutionäre Maximilien Robespierre und Augustin Robespierre.

## Leben
Das Verhältnis zu ihrem älteren Bruder Maximilien, der während der Schreckensherrschaft einen großen politischen Einfluss ausübte (Nationalkonvent, Wohlfahrtsausschuss, Jakobinerklub), war sehr gespannt. Nach dem Sturz Maximiliens am 9. Thermidor (27. Juli 1794) versuchte sie sich unter einem anderen Namen zu verstecken, wurde aber gefasst und einige Zeit inhaftiert. Sie distanzierte sich von der Politik ihres Bruders und sagte aus, dass sie ihn verraten hätte, wenn sie über seine wahren Absichten informiert gewesen wäre. Sie wurde deshalb nach 15 Tagen freigelassen.
1803 erhielt Robespierre vom Konsulat eine regelmäßige Zuwendung (eine Art Pension) zugesprochen, was wahrscheinlich vom damaligen Innenminister Joseph Fouché veranlasst wurde, der ihr einmal die Heirat versprochen hatte (wahrscheinlich, um sich mit ihrem Bruder gutzustellen). Diese Pension erhielt sie von den folgenden Regierungen bis zu ihrem Tod weiter ausbezahlt.
Ob die unter ihrem Namen 1835 herausgegebenen Memoiren von Charlotte Robespierre selbst stammen, ist zweifelhaft. 